# Ména (Mali)
Pour les articles homonymes, voir Ména.
Ména est une localité et une commune rurale malienne de l'arrondissement central de Kolondiéba, dans le cercle de Kolondiéba, et la région de Bougouni.

## Villages
La commune s'étend sur 13 localités relevées lors du recensement général de 2009. 
Les villages les plus peuplés sont :
- Kaara (966 habitants)
- Dissan (856 habitants)
- Ména (642 habitants)